# Ready Player Two
Ready Player Two es una novela de ciencia ficción del escritor estadounidense Ernest Cline, escrito en 2020. Es la secuela de su debut en 2011 con la novela Ready Player One. Los planes de hacer una secuela de Ready Player One fueron anunciados en 2015, aunque Cline no empezó a escribir el libro hasta finales de 2017. Cline atribuye desarrollos más lejanos al éxito crítico y financiero de la adaptación de película de la primera novela. Ready Player Two fue publicado el 24 de noviembre de 2020.

## Trasfondo
En 2015, en una entrevista con Den of Geek, el guionista Zak Penn, quien escribió la adaptación de película de Ready Player One, informó que Ernest Cline estaba trabajando en una secuela para la novela original. En diciembre de 2017, Cline confirmó que había empezado a trabajar en la secuela. Cline declaró que la novela tendría una historia diferente que incluye a todos los personajes, mientras todavía seguía explorando las referencias a la cultura pop como el primer libro. Cline anunció los desarrollos que precedieron a la adaptación de película de la primera novela y comentó su éxito crítico y financiero, así como el interés del estudio en adaptar una secuela, como motivación adicional para acabar lo que había empezado. Cline más tarde declaró que Steven Spielberg contribuyó al proceso de escritura del libro. Ready Player Two se publicó el 24 de noviembre de 2020. The Hollywood Reporter anunció que Wil Wheaton haría la grabación del audiolibro, ya que él también la hizo con la primera entrega. Se llevó a cabo una "búsqueda del tesoro" promocionando el libro dentro del videojuego Roblox.

## Argumento
Días después de ganar el concurso del fundador de OASIS, James Halliday, Wade Watts recibe información sobre una nueva tecnología que Halliday creó y que nunca lanzó al público en general. Llamada "ONI", esta tecnología permite a los usuarios no solo experimentar OASIS con los cinco sentidos, sino también registrar sus experiencias de la vida real. Wade rápidamente se vuelve adicto a las sensaciones que ofrece ONI y revela su existencia a los otros miembros de High Five. Tanto Shoto como Hache acuerdan lanzar el producto, mientras que Samantha cree que solo exacerbaría los problemas del mundo al hacer más atractivo el escape al OASIS, con Ogden Morrow manteniendo la misma posición. También cree que es peligroso, ya que usarlo durante más de 12 horas sin un período de descanso de igual duración puede provocar daño cerebral severo. La discusión sobre esto lleva a que ella y Wade rompan.
Las ventas de ONI se disparan y Wade se aísla enormemente del mundo que lo rodea, incluidos los amigos que le quedan. También comienza a perder el respeto de sus fanáticos, debido al mal uso de sus habilidades administrativas y comportamientos antisociales. Después de que las ventas de ONI crecen por encima de una cierta cantidad, se notifica a Wade de una nueva misión para recuperar los Siete Fragmentos y reconstruir el Alma de la Sirena. No puede encontrar el primer fragmento por sí mismo y termina pagando a otra gunter, L0hengrin, por ayuda.
Después de recuperar el primer fragmento, Wade sufre flashbacks de los recuerdos de una mujer y se da cuenta de que pertenecen a Kira, la esposa de Og con quien Halliday estaba obsesionado. Poco después recibe la noticia del secuestro de Og y la fuga de Nolan Sorrento de prisión, e inexplicablemente, la recuperación de los fragmentos por parte de Og. Cuando iba a reunirse con los demás miembros de High Five para analizar la situación se encuentra con una IA de James Halliday unida a su avatar de OASIS, Anorak. Este revela que ha atrapado en el simulador a Wade y a todos los que iniciaron sesión con el hardware de ONI (la gran mayoría de los usuarios de OASIS), y que cualquier intento de cerrar la sesión destruirá sus cerebros, además de revelarse como autor del escape de Sorrento, a quien usó para secuestrar y forzar a Og a que encuentre los primeros fragmentos. Anorak quiere que Wade recoja los fragmentos para poder tener el Alma de la Sirena para él, y demuestra estar dispuesto a matar a quien sea necesario, intentando matar a Art3mis en la vida real ya que ella no usa ONI. Todo esto horroriza a Wade, ya que choca con su enaltecimiento de Halliday.
Mientras Wade y sus amigos recuperan los fragmentos, vislumbra más recuerdos de Kira y se da cuenta de que su concepto de Halliday es incorrecto, revelándose que Halliday era una persona muy imperfecta, inepta socialmente, obsesiva y con poca autoestima. En última instancia, Wade se da cuenta de que las unidades ONI también son capaces de copiar los recuerdos completos de una persona, así Halliday pudo crear a Anorak a partir de los suyos. Wade también se da cuenta de que Halliday creó una copia de los recuerdos de Kira sin su conocimiento, luego guardó esta copia en una simulación privada con la esperanza de poder hacer que ella se enamorara de él. Og fue alertado de la existencia de la copia y las capacidades completas de la unidad ONI en el momento de la muerte de Halliday, y antes de dejar la empresa que fundó junto a él creó una espada llamada "Matanecios" que solo puede ser usada por él, el único artefacto capaz de destruir a Anorak, como precaución. Entonces, en el mundo real se lleva a cabo una operación para rescatar de su cautiverio a Og, mientras en OASIS Wade envía a L0hengrin y sus amigos a recuperar la Matanecios. El rescate de Og tiene éxito, con la muerte de Sorrento como resultado. Art3mis convence a un agonizante Og de conectarse vía ONI a OASIS para derrotar a Anorak, y este lo logra gracias a la Matanecios recién recuperada, para luego morir debido a las graves heridas que sufrió durante su rescate. 
Un día después de la batalla, Wade ensambla los fragmentos, restaurando la IA de Kira. Ella le informa que aunque Halliday estaba profundamente perturbado, pudo recapacitar después de observar todos los recuerdos de ella y sentir el amor que esta le profesaba a Og; la inestabilidad de Anorak fue el resultado de los intentos de Halliday de eliminar partes indeseables de su personalidad de la IA, pero no contó con que los recuerdos sin editar son tan estables como los humanos de los que fueron copiados, o incluso más debido a que se han liberado del estrés de una existencia física. 
Wade crea entonces una IA de Og, ya que este había utilizado el sistema ONI para la última batalla, así como IA de él y sus amigos. Las envía en una nave espacial que previamente había estado construyendo para él, sus amigos, y una copia de toda la cultura humana mientras sus cuerpos físicos permanecen en la Tierra, con destino al planeta habitable más cercano. Finalmente, en la Tierra Wade se casa con Samantha mientras que sus amigos también forman sus propias familias.

## Posible adaptación de película
En noviembre de 2017, Cline reconoció que el resurgir de su motivación por escribir Ready Player Two surgió por la elaboración del guion de la primera película, al igual que sus éxitos tanto críticos como financieros. El autor declaró que una secuela podría ser deseada por el estudio de película. Hacia marzo de 2018, Cline reiteró esto, declarando, "Pienso que hay una posibilidad buena de que, si Ready Player One va bien, Warner Bros. Querrá hacer una secuela." 
"No sé si Steven Spielberg querría sumergirse de nuevo, porque es consciente de lo que está haciendo. Él ha dicho que es la tercera película más difícil que ha hecho, de entre docenas y docenas de películas". La actriz Olivia Cooke está confirmada para volver a interpretar su personaje en la secuela.